# الشاید
الشاید (به آلمانی: Ellscheid) یک شهر در آلمان است که در فولکانایفل واقع شده‌است. الشاید ۲۸۷ نفر جمعیت دارد.